# 德揚·伊利耶夫
德扬·伊利耶夫（1995年2月25日—），是一名北马其顿職業足球員，現效力斯洛伐克足球超级联赛球隊特倫钦。司職门将。